# Grahame Cheney
Pour les articles homonymes, voir Cheney (homonymie).
Grahame Francis Cheney est un boxeur australien né le 27 avril 1969 à Lithgow, en Australie.

## Carrière
Il est médaillé d'argent olympique de la catégorie de poids super-légers aux Jeux de Séoul en 1988 après sa défaite en finale contre le Soviétique Vyacheslav Yanovskiy. Il remporte par la suite une médaille de bronze aux Jeux du Commonwealth de 1990 à Auckland en poids welters.